# Joachim Eichhorn (Kirchenmusiker)
Joachim Eichhorn (* 13. Januar 1946 in Leeste) ist ein deutscher Kirchenmusiker.

## Leben
Eichhorn studierte Kirchenmusik in Frankfurt am Main bei Helmut Walcha (Orgel) und Kurt Hessenberg (Tonsatz) und beendet sein Studium 1970 mit dem A-Examen. 1973 legte er das Dirigentendiplom in der Chorleitungsklasse von Helmuth Rilling ab. Es folgten private Studien in Sommerkursen bei Harald Vogel, Michel Chapuis und Fernando Tagliavini, sowie ein externes Studium an der Schola Cantorum Basiliensis bei Jean-Claude Zehnder (Cembalo). Seine erste Kirchenmusikstelle hatte er von 1967 bis 1971 in Sulzbach am Taunus. Von 1972 bis 1978 war er Organist an der Wald- und Gedächtniskirche in Stuttgart und Kirchenmusikassistent von Helmuth Rilling an der Gedächtniskirche.
Von 1979 bis 2011 war Joachim Eichhorn Organist und Kantor der Evangelischen Dom-Kirchengemeinde in Wetzlar. Er leitet auch die Sommerkonzerte in der Klosterkirche Altenberg/Solms.
1987–1993 hatte er einen Lehrauftrag für Orgel-, Partitur- und Generalbassspiel an der Kirchenmusikschule der EKHN in Frankfurt am Main inne, seit 1993 einen Lehrauftrag für Generalbass an der Staatlichen Hochschule für Musik in Frankfurt am Main.
1996 wurde er zum Kirchenmusikdirektor ernannt. 2007 wurde Eichhorn mit der Lotte-Plakette, der höchsten kulturellen Auszeichnung der Stadt Wetzlar, ausgezeichnet. Er pflegt eine gemeinsame Arbeit mit Partnerchören in Ilmenau, Erfurt, Avignon und Witebsk (Weißrussland). 1992 entstand eine Partnerschaft mit dem Jugendchor aus Witebsk.

## Tonträger
- Die Wetzlarer Dom-Orgel und ihre Organisten (ERF-Verlag, 1994, mit Joachim Eichhorn, Wolfgang Weiß)